# Zamburak
El zamburak (زمبورک, avispa en persa) era una forma especializada de artillería autopropulsada de inicios de la Edad Moderna, que consistía en pedreros pequeños montados sobre y disparados desde camellos. El operador de un zamburak es denominado zamburakchí.

## Uso

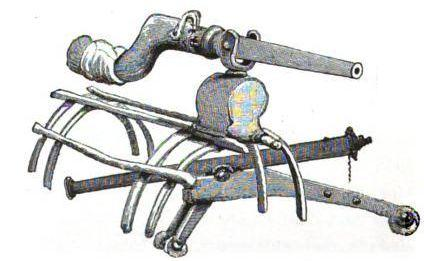
Dibujo de un zamburak.

Probablemente desarrollado por los guerreros egipcios que originalmente montaban ballestas grandes en los camellos, el zamburak fue adoptado rápidamente por los árabes, los pastún y el imperio mogol. El arma fue empleada por los imperios del Asia Central, especialmente el imperio safávida, el imperio timúrida y la dinastía afsárida, porque el accidentado terreno de la meseta iraní dificultaba el transporte de los cañones pesados.
El zamburak era un arma letal en el siglo XVIII. Los pastún la emplearon con gran eficacia en la batalla de Gulnabad, obligando a retirarse a un ejército safávida numéricamente superior. También fue empleado con éxito en las campañas de Nader Shah, cuando el Shah y estratega militar Nader Shah empleó un cuerpo de zamburak junto a un cuerpo de artillería convencional con devastadores efectos en varias batallas, como la batalla de Damgán (1729), la batalla de Yeghevārd y la batalla de Karnal. Su empleo también se difundió en el subcontinente indio. En 1761, el conquistador durrani Ahmad Shah Abdali (llamado también Ahmed Sha Durrani) empleó en batalla alrededor de 2.000 zamburakchíes contra los maratha, lo que demostró ser un factor decisivo en la derrota de las tropas del Imperio maratha en la Tercera batalla de Panipat.
Los zamburak fueron una de las unidades de la guardia real en el ejército persa del siglo XIX. Los regimientos persas de zamburakchíes eran acompañados por músicos con enormes tambores montados también en camellos, a fin de crear más ruido e impresionar al enemigo. Los zamburak se usaron contra los invasores británicos en las guerras anglo-afganas y en las guerras anglo-sikh.
Un zamburak consistía en un soldado montado en un camello con un pedrero (un falconete pequeño) instalado en una horquilla sobre la silla de montar del animal. Para disparar el cañón, el camello se ponía de rodillas. El nombre se deriva del persa zambur, avispa (posiblemente en referencia al sonido que hacían las flechas lanzadas por las primigenias ballestas). La movilidad del camello combinada con la flexibilidad y potencia de fuego del pedrero formaban una unidad militar intimidante, aunque la precisión y el alcance de los cañones era bastante baja y el cañón ligero tampoco era particularmente útil contra fortificaciones.
El kanato de Zungaria empleaba en batalla pequeños cañones montados sobre camellos. Las armas de fuego, como mosquetes y cañones, fueron desplegadas por ambos bandos durante las guerras zungaro-qing.: 95 
Un desarrollo posterior (después de 1850) propició también ver ametralladoras Gatling montadas en camellos.